# Feliks Jabłonowski
Aleksander Feliks Jabłonowski (ur. 18 maja 1808 w Wiedniu, zm. 25 października 1857 w Schönbrunn (obecnie Wiedeń)) – polski arystokrata, marszałek polny porucznik Armii Cesarstwa Austriackiego.

## Życiorys
W młodości wybrał karierę wojskową w armii Cesarstwa Austriackiego. Wychowanek cesarskiej Wojskowej Akademii Technicznej (Technische Militärakademie) w Wiedniu. Nie ukończywszy jej w wieku siedemnastu lat, w 1825 jako kadet wstąpił do 60 Pułku Piechoty hrabiego Gyulai. Pułk opuścił w randze chorążego a następnie awansowany w 1826 na porucznika służył w 2 Pułku Szwoleżerów im. księcia Hohenzollerna. W latach 1831–1836 jako kapitan służył w 30 Pułku Piechoty hrabiego Nugent, następnie jako major w 10 Pułku Piechoty hr. Mazzuchelli (1836-1844) i pułkownik w 15 Pułku Piechoty (1844-1849). W okresie Wiosny Ludów w 1848 brał udział w pacyfikacji Wiednia a potem walczył przeciwko powstańcom węgierskim 1848-1849. Wiosną 1849 pod dowództwem generała Christiana Götza brał udział w bitwie pod Vác. Gdy gen. Götz został śmiertelnie ranny Aleksander Feliks Jabłonowski przejął dowodzenie, ale wobec liczniejszych sił węgierskich zmuszony został do wycofania sił, którymi dowodził. 1 grudnia 1848 roku został mianowany generałem majorem, a 13 stycznia 1852 roku marszałkiem polnym porucznikiem (Feldmarschalleutnant). W 1853 objął dowództwo nad 57 Pułkiem Piechoty, dawniej hr. Haynau. Potem dowodził dywizją w 8 i 10 Korpusie Armii w Peszcie. Szambelan austriacki i tajny radca. Zmarł w wieku 49 lat po długiej chorobie w Wiedniu, spoczywa na tamtejszym Cmentarzu Centralnym, w sektorze 0 - grób honorowy nr 9.

## Odznaczony
Krzyżem Komandorskim Orderu Leopolda i Krzyżem Rycerskim II klasy Orderu Żelaznej Korony

## Rodzina i życie prywatne
Pochodził z polskiego rodu szlacheckiego herbu Prus III, syn posła austriackiego w Neapolu księcia Ludwika Demetrusza (1784-1864) i Karoliny z Woynów (1786-1840) Miał braci: Karola (1807-1885) – szambelana austriackiego i polityka konserwatywnego oraz Maurycego (1809-1868) – pułkownika armii austriackiej. Rodziny nie założył.